# سیارک ۱۹۷۷۸
سیارک ۱۹۷۷۸ (به انگلیسی: 19778 Louisgarcia، نامگذاری:2000QE29) نوزده هزار و هفتصد و هفتاد و هشتمین سیارک کشف شده‌است که در ۲۴ اوت ۲۰۰۰ کشف شد.
قدر مطلق سیارک برابر ۱۶.۲ است.